# I Am the Club Rocker
I Am the Club Rocker é o segundo álbum de estúdio gravado pela cantora romena Inna, lançado em 19 de setembro de 2011 pela gravadora Roton como a continuação 
de seu primeiro álbum de 2009, "Hot". Todo o processo de produção e composição do disco foi feito pela Play & Win, com Juan Magán fornecendo produção adicional 
para a primeira faixa do álbum, "Un Momento". Inicialmente intitulado como Powerless, o lançamento do álbum levou Inna a encorajar sua base de fãs em todo o mundo
a se afirmarem como "Club Rockers". I Am the Club Rocker foi descrito como um disco europop, dance-pop, techno e house, com a voz da cantora processada com Auto-Tune.

## Lançamento
O álbum foi lançado no dia 19 de setembro de 2011 na Romênia, Bélgica, República Tcheca, França, Hungria, México, Países Baixos, Polônia, Eslováquia, Espanha e Suiça. e apenas em 11 de outubro de 2011 nos Estados Unidos.
Recebeu críticas geralmente mistas dos críticos musicais, elogiando a harmonia de seu material, mas também criticando-o por ser repetitivo. 
Comercialmente, teve sucesso em países selecionados, alcançando a oitava posição no México e entre os 30 primeiros na República Tcheca, Bélgica e França. 
Foi certificado ouro pela Polish Phonographic Industry Society depois de vender 10.000 cópias na Polônia e também nomeado um dos melhores álbuns de 2011 por sua gravadora, Roton. Também foi nomeado na categoria de Melhor Álbum no Romanian Music Awards de 2012.
Cinco canções foram lançadas como singles oficiais: "Sun Is Up", "Club Rocker", "Un Momento", "Endless" e "Wow".´

## Singles e Promoção

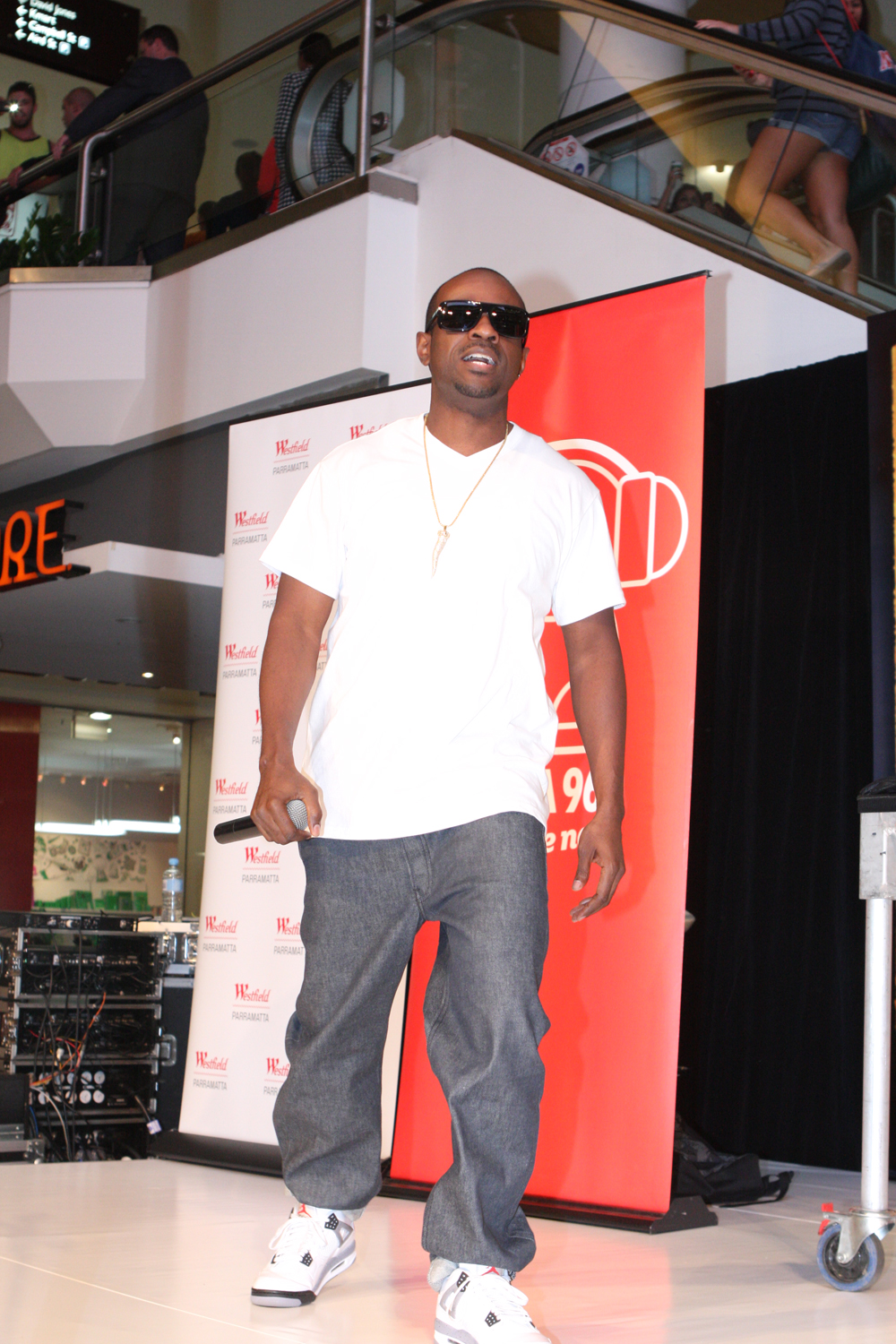
Flo Rida in Sydney.

"Sun Is Up" (2010) foi lançado como o primeiro single do álbum, alcançando sucesso comercial em países como Bulgária, Romênia e França. Foi certificado ouro na Itália e na Suíça,
e prata no Reino Unido. O seguinte single "Club Rocker" (2011), com a colaboração do rapper americano Flo Rida, alcançou o top 40 na França, República Tcheca e Eslováquia.
O cantor espanhol Juan Magán esteve presente na música "Un momento" (2011), que foi lançada como terceiro single do álbum e alcançou o top 10 na Turquia e na Eslováquia.
A Ultra Records lançou "Endless" (2012) como o quarto single. Em seu videoclipe, Inna interpretou uma mulher que sofreu abuso verbal e físico de seu parceiro em conexão com o Dia Internacional pela Eliminação da Violência contra a Mulher, comemorado em 25 de novembro.
Comercialmente "Endless" alcançou o top 10 na Romênia e na Eslováquia. O último single lançado do álbum, "Wow" (2012), foi um sucesso moderado em vários países. Seu videoclipe faz referência a vários contos de fadas e filmes de animação.
Para a música "Put Your Hands Up", um vídeo foi lançado exclusivamente no canal de Inna no YouTube em setembro de 2011, apresentando clipes de seus shows na Europa.
Quatro singles promocionais foram lançados: "July", "No Limit", "Señorita" e "Moon Girl".
A capa do último tornou-se polêmica quando foi comparada à imagem da cantora americana Beyoncé em seu vídeo "Why Don't You Love Me" (2010). Para promover ainda mais o álbum, Inna embarcou em sua turnê mundial I Am the Club Rocker Tour (2011–12), 
que visitou a Europa e a América do Norte. Durante sua passagem pelo México, concedeu várias entrevistas para rádio e televisão.

## Faixas
| I Am the Club Rocker - Versão Internacional |                                  |                                            |                                                       |         |  |
| N.º                                         | Título                           | Compositor(es)                             | Produtor(es)                                          | Duração |  |
| 1.                                          | "Un Momento" (com Juan Magán)    | Sebastian Barac Radu Bolfea Marcel Botezan | Sebastian Barac Radu Bolfea Marcel Botezan Juan Magan | 3:23    |  |
| 2.                                          | "Club Rocker" (com Flo Rida)     | Barac Bolfea Botezan                       | Barac Bolfea Botezan                                  | 3:34    |  |
| 3.                                          | "House Is Going On"              | Barac Bolfea Botezan                       | Barac Bolfea Botezan                                  | 3:16    |  |
| 4.                                          | "Endless"                        | Barac Bolfea Botezan                       | Barac Bolfea Botezan                                  | 2:49    |  |
| 5.                                          | "Sun Is Up"                      | Barac Bolfea Botezan                       | Barac Bolfea Botezan                                  | 3:44    |  |
| 6.                                          | "W.O.W"                          | Barac Bolfea Botezan                       | Barac Bolfea Botezan                                  | 3:09    |  |
| 7.                                          | "Señorita"                       | Barac Bolfea Botezan                       | Barac Bolfea Botezan                                  | 3:16    |  |
| 8.                                          | "We're Going in the Club"        | Barac Bolfea Botezan                       | Barac Bolfea Botezan                                  | 3:14    |  |
| 9.                                          | "July"                           | Barac Bolfea Botezan                       | Barac Bolfea Botezan                                  | 3:54    |  |
| 10.                                         | "No Limit"                       | Barac Bolfea Botezan                       | Barac Bolfea Botezan                                  | 3:25    |  |
| 11.                                         | "Put Your Hands Up"              | Barac Bolfea Botezan                       | Barac Bolfea Botezan                                  | 3:15    |  |
| 12.                                         | "Moon Girl"                      | Barac Bolfea Botezan                       | Barac Bolfea Botezan                                  | 3:33    |  |
| 13.                                         | "Club Rocker" (Play & Win Remix) | Barac Bolfea Botezan                       | Barac Bolfea Botezan                                  | 4:09    |  |
| Duração total:                              | Duração total:                   | Duração total:                             | Duração total:                                        | 44:47   |  |

## Posições nas paradas musicais
| Paradas (2011)                            | Melhor posição |
| ----------------------------------------- | -------------- |
| Bélgica - Belgium Albums Chart (Wallonia) | 15             |